# Impatiens obesa
Impatiens obesa är en balsaminväxtart som beskrevs av Joseph Dalton Hooker. Impatiens obesa ingår i släktet balsaminer, och familjen balsaminväxter. Inga underarter finns listade i Catalogue of Life.